# 安杰拉·马伦斯
安杰拉·马伦斯（英語：Angela Mullens，1968年12月16日—），澳大利亚女子游泳运动员。她曾代表澳大利亚参加1990年英联邦运动会游泳比赛，获得一枚金牌。她也曾参加1992年夏季奥林匹克运动会。